# Heuchera alpestris
Heuchera alpestris är en stenbräckeväxtart som beskrevs av C. O. Rosend. Butters och Lakela. Heuchera alpestris ingår i släktet alunrötter, och familjen stenbräckeväxter. Inga underarter finns listade i Catalogue of Life.